# Proletaryat (album)
Proletaryat (znany też jako Proletaryat II) – drugi album zespołu Proletaryat wydany w 1991 przez Polskie Nagrania „Muza”. Album został zremasterowany i wydany ponownie w 2004 przez Metal Mind Productions. 

## Lista utworów
1. "Exit" – 1:37
2. "Szybko o życiu" – 2:17
3. "Srajmy (nie chcę, nie)" – 2:46
4. "Mamy tysiąc lat" – 3:04
5. "Już koniec" – 2:38
6. "Ogień rewolucji" – 2:50
7. "Zrywaj się mała" – 2:31
8. "Żywe trupy" – 1:59
9. "Pokój z kulą w głowie" – 2:47
10. "Dlaczego ja" – 5:16
11. "Sumienie generała" – 3:23
12. "Zadania władzy" – 1:50
13. "Karaluch" – 2:26

CD (Metal Mind Productions 2004):
1. "Hej naprzód marsz"[1] (+ video) – 2:13
2. "Wała"[2] – 1:36
3. "Chlajmy" – 1:50
4. "Szybko o życiu" – 1:25

## Skład
- Tomasz "Oley" Olejnik – wokal
- Jarosław "Siemion" Siemienowicz – gitara
- Dariusz "Kacper" Kacprzak – gitara basowa
- Zbigniew "Mały" Marczyński – perkusja

Realizacja:
- Andrzej Puczyński – producent
- Mirosław Makowski – foto